# Tonga en los Juegos Olímpicos de Pyeongchang 2018
Tonga estuvo representada en los Juegos Olímpicos de Pyeongchang 2018 por un deportista masculino que compitió en esquí de fondo.
El portador de la bandera en la ceremonia de apertura fue el esquiador de fondo Pita Taufatofua. El equipo olímpico tongano no obtuvo ninguna medalla en estos Juegos.